# 坂本あきら (漫画家)
坂本 あきら（さかもと あきら、1976年 - ）は日本の漫画家。千葉県出身。

## 主な作品一覧

### 連載漫画

#### 一般漫画
- 探偵になるための893の方法（『ヤングガンガン』連載、全3巻、原作：我孫子武丸）
- BEHIND MASTER（『月刊ガンガンWING』連載、全6巻）
- ゆらふるべ（『月刊Gファンタジー』連載、全3巻、原作：河村塔）
- Daylight-朝に光の冠を-（『comic B's-LOG』連載、全1巻、原作：Senzの同名ゲーム）
- 東京デッドライン（『月刊Asuka』連載、ストーリープラン：平井太郎、全1巻）
- カンタレラ〜背徳ノ愛ト毒ノ果テ〜（「コミックビーズログ エアレイド」連載、原作：ドワンゴ、全1巻）
- 復讐を希う最強勇者は、闇の力で殲滅無双する（「水曜日はまったりダッシュエックスコミック」連載、原作：斧名田マニマニ、キャラクター原案：荒野、コンテ：半次）
- 漫画版 イケメン戦国 明智光秀編 〜この男、惚れれば地獄〜（電子書籍サイト連載[1]、原作：CYBIRD、構成：蔵人幸明、シナリオ原案：三本恭子、全4巻）

#### ボーイズラブ漫画
- Bloody Heaven（描き下ろし、エンターブレイン、全1巻）
- 王子様のオトコ。（B's-LOVEY連載、全1巻）
- 神盗り夜話（COMICフルール連載、全1巻）

#### ティーンズラブ漫画
- 愛の檻 騎士に淫らに触れられて（描き下ろし、宙出版、全1巻、原作：永谷圓さくらのティアラ文庫の同名小説）
- 暗殺姫～刃の黒曜姫は氷の王子に解かされる～（季刊 ル・ノエル連載、宙出版、全1巻）

### 読切漫画
- 眠れる魔王の物語（月刊少年ガンガン2002年1月号発表 月例マンガ賞 新GIガンガン杯 11月期準大賞）※デビュー作
- ミステリー・トレーサー 南原天（ヤングガンガン、3話短期連載、2006年21号 - 23号）
- DE;TRICK!ーデトリックー（コミックチャージVol.03 (2007/5/01) 原作：逆夜れらく）
- 魔王専用性体師（フルールコミックスアンソロジー 魔王受BL収録、『神盗り夜話』に再録）
- 勇者様は快感をお望みのようです（フルールコミックスアンソロジー 勇者受BL収録、『神盗り夜話』に再録）
- プロローグ（黒と金の開かない鍵。-禁断の扉- 収録）

### ゲーム
- Daylight-朝に光の冠を- （原画担当、原作：Senz）
- 東京陰陽師～天現寺橋 怜の場合～ （原画、彩色、原作：TYRANT）

### 挿絵

#### 少女小説
B's-LOG文庫
- 千年守護者 〜いにしえの銀 とこしえの恋〜（著者：真朱那奈）

#### ティーンズラブ小説
ティアラ文庫
- 愛の檻　騎士に淫らに触れられて（著者：永谷圓さくら）
- 愛の華　貴族に甘く口づけられて（著者：永谷圓さくら）
- しあわせな恋のはなし（著者：館山緑）
- 宵月のレディ　舞踏会のふしぎな恋物語（著者：柚原テイル）
- フェイク・マリアージュ 騎士・姫・狂想曲（著者：永谷圓さくら）
- スウィート・マリアージュ（著者：永谷圓さくら）
- 新婚 狂想曲 騎士団長にえっちなおねだり!（著者：七福さゆり）
- 帝国皇子のお気に入り お前しか見えない（著者：天条アンナ）
- 海賊王と人魚姫: 獰猛な覇者に身も心も奪われて（著者：玉紀直）
- 王室審問官は若奥様を淫らに翻弄する（著者：青砥あか）
- 旦那様が絶倫すぎて困っています（著者：月神サキ）
- 新婚旅行で騎士様に愛をいっぱい注がれます（著者：柚原テイル）
- コワモテな王立警察隊長様はおさな妻を底なしに愛しすぎる（著者：芹名りせ）
- 完全版 超甘Wマリアージュ! 騎士による姫のための究極ラブラブ物語（著者：永谷圓さくら）
- 赤い糸からはじまる幸せ婚! 騎士団長は運命の花嫁を離さない（著者：月神サキ）

さらさ文庫
- 青年王と真白き花嫁〜竜の孵る日〜（著者：白石まと）

ジュリエット文庫
- 青年王と真白き花嫁（著者：白石まと、全3巻） 
  - 誓いのキスはウェディングの後で
  - 蜜月旅行(ハネムーン)は危険な香り
  - 愛の誓いは永遠に

ヴァニラ文庫
- 帰ってきた王子と忘れられた令嬢〜指先が奏でる淫らな調べ〜（著者：池戸裕子）
- 淫らな淑女になるレッスン（著者：七福さゆり）
- 箱庭の初恋（著者：北山すずな）
- 若奥様は逃亡中〜侯爵夫妻のすれ違い婚〜（著者：園原未久）

ロイヤルキス文庫
- 溺愛王子の甘やかな誘惑〜プリンシア・マリッジ〜（著者：舞姫美）

チュールキス文庫
- 猫かぶり王子の溺愛（著者：芹名りせ）

蜜猫文庫
- 王子様との危険な遊戯（著者：七福さゆり）
- 日陰者の王女ですが皇帝陛下に略奪溺愛されてます（著者：芹名りせ）
- 甘く淫らな婚活指導（著者：）

ノーチェブックス
- 騎士団長のお気に召すまま（著者：白ヶ音雪）
- 脳筋騎士団長は幻の少女にしか欲情しない（著者：南玲子）

ハニー文庫
- 王女、遺跡探検へ行く（著者：早瀬亮）
- 乙女の騎士道〜ロマンティックな玉の輿〜（著者：ゆりの菜櫻）
- 盗賊王の純真〜砂宮に愛は燃える〜（著者：魚谷はづき）

ガブリエラ文庫
- 麗しの侯爵の完全包囲愛（著者：芹名りせ）
- 騎士公爵の溺愛教育 かりそめの蜜夜にとろけて（著者：すずね凜）
- ひねくれ伯爵はおてんば令嬢を誘惑する（著者：水島忍）

ガブリエラ文庫プラス
- CEOと理想の結婚 スイートルームで新妻契約（著者：御堂志生）

ジュエルブックス
- 皇帝陛下の花嫁として純愛培養されたのです。（著者：麻木未穂）
- 鬼の総帥閣下なのに新妻がカワイすぎて悶えてます。（著者：南咲麒麟）

ジュエル文庫
- 平安蜜愛絵巻 お狐様に喰らわれたらやんごとなき皇子様でした（著者：伊織みな）
- お見合いしたらシークが来てご成婚となった件につきまして!!（著者：柚原テイル）
- 王子さま、育てました。 オトナになったら求婚が猛烈すぎますっ!（著者：すずね凜）

メリッサ
- 迷宮王子と渡り姫（著者：倉多楽）

夢中文庫プランセ
- 秘密（著者：紅緒まこ）

蜜恋ラメル文庫
- 竜王さまに食べられない方法（著者：白石まと）

蜜愛セレナーデ文庫
- 神獣皇帝の甘噛み求愛〜花嫁は悩ましい〜（著者：桃城猫緒）

eロマンスロイヤル
- 金と銀と、オオカミ王子（著者：椋本梨戸）

ムーンドロップス
- 騎士団長は処女魔王を絶頂に染める（著者：君想ロミヲ）

#### ボーイズラブ小説
シャレード文庫
- 蜜夜の甘淫 遊郭の花嫁（著者：秋山みち花）

mobaman-F
- 彼岸花を食む死神（著者：柴葉まゆり）※電子書籍